# Бачка Топола
Бачка Топола (мађ. Topolya) је градско насеље у Србији и седиште истоимене општине у Севернобачком управном округу. Према попису из 2022. било је 11.930 становника.
Овде се налазе музеј Бачке Тополе, сеоска кућа панонског типа с окућницом, каштел Пала Краиа и ветрењача.

## Географија
Бачка Топола се налази на 45° 49´ северне географске ширине и 19° 39´ источне географске дужине. Изграђена је у долини речице Криваје и на брежуљкастом терену телечке лесне заравни. У њему се укрштају путни правци север-југ и исток-запад.
Од Суботице је удаљен 32 km, од Сенте и Бечеја око 40 km, од Сомбора 45 km и од Новог Сада 69 km.
У Бачкој Тополи је новембра 2013. одржана прва Сармијада.
Овде се налазе железничка станица Бачка Топола, ОШ „Чаки Лајош” Бачка Топола и Музичка школа Бачка Топола.

## Историја

### Праисторија и Античко доба
Археолошка истраживања на територији општине показала су да се овде налазило насеље још у периоду каменог доба. Археолози Градског музеја из Суботице су вршили ископавања и пронађени су предмети од кости и камена. Истраживања су такође показала да су људи боравили на тим просторима и у периоду од пре 8-10.000 година. У доба Неолита постоје двоумљења око насељавања ових простора. Наиме, сматра се да предео данашње општине није био насељен због тога што се тада налазио прекривен храстовим шумама, међутим, каснијим ископавањима дошло се до археолошких налаза управо из тог периода. Приликом изградње вештачког језера пронађена је једна некропола из бронзаног доба за коју се сматра да припада Хигелгребер култури, народима који су живели ту пре 3400-3300 година.
У периоду Римског царства ове просторе насељавају Сармати. На територији општине је пронађено више локалитета из овог периода. Пронађени су гробови из овог периода, многобројна керамика, више некропола, остаци насеља. На локалитету Банкерт-Вагохид пронађено је око 222 гроба, од којих око 40 спадају у епоху Сармата.
У каснијем периоду на ова подручја долазе Авари, а од 9. века Мађари. Приликом археолошких ископавања, нађени су остаци насеља и гробља ових народа. У средњем веку, на месту данашње Бачке Тополе, постојала је црква под називом Пустатемплом.

### Средњи век, прво писано јављање, новија историја
У писаним изворима бачкотополски крај се први пут помиње 1462. године, под именом Fibaych. Као насеље, под називом Топола спомиње се први пут у турским тефтерима 1543. године. Облик Topoly налазимо први пут у попису места Калочке надбискупије потврђених краљевским заштитним писмом 1665. године. Након турске најезде подручје је готово опустело, те се до краја 17. века у записима помиње само као пустара.
У историји насеља прекретницу доноси 1750. година. Те године, гроф Антун Грашалковић задужује слободњака, Ференца Чизовског за насељавање бачкотополске пустаре. Пал Краи је за заслуге у борбама против Француских снага 1800. године, као награду добио Бачку Тополу. Породица Краи почиње да развија насеље, које већ 1806. године добија статус варошице, са правом одржавања вашара три пута годишње. Почетком 1849. године, након пораза Мађарске револуције град је опљачкан и делимично спаљен. Након тога, живот се полако враћа и у другој половини 19. века град је поново развијен и има своју индустрију.
Након Првог светског рата, Тријанонским споразумом Бачка Топола прелази под надлежност Краљевине СХС. Са 18.000 становника била је друго село по величини у краљевини. У Другом светском рату, мађарске окупационе снаге држе град од 1941. до 1944. године, када партизани са совјетским снагама ослобађају и Бачку Тополу. У близини насеља се током рата налазио логор који је формирала мађарска војна управа 19. маја 1941. Током рата, кроз логор је прошло највише Јевреја и Срба. Од априла 1944. управу над логором преузима СС и кориштен је као станица за депортацију Јевреја.
Након Другог светског рата развој Бачке Тополе узима новог маха. Почиње изградња и снажна индустријализација, мења се изглед и амбијент града.

## Демографија

### Етнички састав 1910.[7]
|  | Мађари | Јевреји | Срби |  |
|  | ------ | ------- | ---- |  |
|  | 12.339 | 505     | 17   |  |

### Демографија
У насељу Бачка Топола живи 12.101 пунолетних становника, а просечна старост становништва износи 42,5 година (40,7 код мушкараца и 44,1 код жена).
Становништво у овом насељу је мешовито уз мађарску већину (према попису из 2022. године), а у последња три пописа примећен је пад у броју становника.
|             | \| Демографија[8] \| Демографија[8] \| Демографија[8] \| \| Година \| Становника \| Становника \| \| -------------- \| -------------- \| -------------- \| \| 1948. \| 14.051 \| \| \| 1953. \| 14.322 \| \| \| 1961. \| 15.184 \| \| \| 1971. \| 16.056 \| \| \| 1981. \| 17.027 \| \| \| 1991. \| 16.704 \| 16.535 \| \| 2002. \| 16.171 \| 16.574 \| \| 2011. \| 14.573 \| \| |            |
| Демографија | |            |
| Година      | Становника | Становника |
| 1948.       | 14.051 |            |
| 1953.       | 14.322 |            |
| 1961.       | 15.184 |            |
| 1971.       | 16.056 |            |
| 1981.       | 17.027 |            |
| 1991.       | 16.704 | 16.535     |
| 2002.       | 16.171 | 16.574     |
| 2011.       | 14.573 |            |

| Етнички састав према попису из 2022.‍ | Етнички састав према попису из 2022.‍ | Етнички састав према попису из 2022.‍ | Етнички састав према попису из 2022.‍ | Етнички састав према попису из 2022.‍ |
| ------------------------------------ | ------------------------------------ | ------------------------------------ | ------------------------------------ | ------------------------------------ |
|                                      |                                      |                                      |                                      |                                      |
| Мађари                               | Мађари                               |                                      | 6.064                                | 50,83%                               |
| Срби                                 | Срби                                 |                                      | 4.123                                | 34,56%                               |
| Црногорци                            | Црногорци                            |                                      | 170                                  | 1,42%                                |
| Југословени                          | Југословени                          |                                      | 134                                  | 1,12%                                |
| Хрвати                               | Хрвати                               |                                      | 71                                   | 0,60%                                |
| Русини                               | Русини                               |                                      | 62                                   | 0,52%                                |
| Албанци                              | Албанци                              |                                      | 50                                   | 0,42%                                |
| Буњевци                              | Буњевци                              |                                      | 37                                   | 0,31%                                |
| Роми                                 | Роми                                 |                                      | 33                                   | 0,28%                                |
| Муслимани                            | Муслимани                            |                                      | 31                                   | 0,26%                                |
| Словаци                              | Словаци                              |                                      | 19                                   | 0,16%                                |
| Македонци                            | Македонци                            |                                      | 18                                   | 0,15%                                |
| Словенци                             | Словенци                             |                                      | 8                                    | 0,06%                                |
| Немци                                | Немци                                |                                      | 7                                    | 0,06%                                |
| Румуни                               | Румуни                               |                                      | 6                                    | 0,05%                                |
| Украјинци                            | Украјинци                            |                                      | 5                                    | 0,04%                                |
| Руси                                 | Руси                                 |                                      | 4                                    | 0,03%                                |
| Бошњаци                              | Бошњаци                              |                                      | 3                                    | 0,03%                                |
| Бугари                               | Бугари                               |                                      | 1                                    | 0,01%                                |
| остали                               | остали                               |                                      | 47                                   | 0,40%                                |
| регионална припадност                | регионална припадност                |                                      | 32                                   | 0,27%                                |
| неизјашњени                          | неизјашњени                          |                                      | 541                                  | 4,53%                                |
| непознато                            | непознато                            |                                      | 464                                  | 3,89%                                |
| укупно: 11.930                       |                                      |                                      |                                      |                                      |

| \| \| м \| \| \| ж \| \| ? \| 14 \| \| \| 16 \| \| 80+ \| 117 \| \| \| 283 \| \| 75—79 \| 180 \| \| \| 370 \| \| 70—74 \| 276 \| \| \| 444 \| \| 65—69 \| 377 \| \| \| 462 \| \| 60—64 \| 407 \| \| \| 532 \| \| 55—59 \| 471 \| \| \| 505 \| \| 50—54 \| 598 \| \| \| 593 \| \| 45—49 \| 656 \| \| \| 724 \| \| 40—44 \| 637 \| \| \| 644 \| \| 35—39 \| 487 \| \| \| 530 \| \| 30—34 \| 470 \| \| \| 511 \| \| 25—29 \| 538 \| \| \| 492 \| \| 20—24 \| 592 \| \| \| 562 \| \| 15—19 \| 581 \| \| \| 549 \| \| 10—14 \| 510 \| \| \| 495 \| \| 5—9 \| 429 \| \| \| 413 \| \| 0—4 \| 353 \| \| \| 353 \| \| Просек : \| 38,2 \| \| \| 41,8 \| |      |  |  |      |
| |      |  |  |      |
| | м    |  |  | ж    |
| ? | 14   |  |  | 16   |
| 80+ | 117  |  |  | 283  |
| 75—79 | 180  |  |  | 370  |
| 70—74 | 276  |  |  | 444  |
| 65—69 | 377  |  |  | 462  |
| 60—64 | 407  |  |  | 532  |
| 55—59 | 471  |  |  | 505  |
| 50—54 | 598  |  |  | 593  |
| 45—49 | 656  |  |  | 724  |
| 40—44 | 637  |  |  | 644  |
| 35—39 | 487  |  |  | 530  |
| 30—34 | 470  |  |  | 511  |
| 25—29 | 538  |  |  | 492  |
| 20—24 | 592  |  |  | 562  |
| 15—19 | 581  |  |  | 549  |
| 10—14 | 510  |  |  | 495  |
| 5—9 | 429  |  |  | 413  |
| 0—4 | 353  |  |  | 353  |
| Просек : | 38,2 |  |  | 41,8 |

| Година пописа     | 1948. | 1953. | 1961. | 1971. | 1981. | 1991. | 2002. |
| ----------------- | ----- | ----- | ----- | ----- | ----- | ----- | ----- |
| Број домаћинстава | 5.003 | 5.371 | 5.662 | 6.013 | 6.393 | 6.308 | 6.009 |

| Број чланова      | 1     | 2     | 3     | 4     | 5   | 6   | 7  | 8 | 9 | 10 и више | Просек |
| ----------------- | ----- | ----- | ----- | ----- | --- | --- | -- | - | - | --------- | ------ |
| Број домаћинстава | 1.391 | 1.610 | 1.226 | 1.289 | 336 | 113 | 30 | 5 | 7 | 2         | 2,69   |

| Пол    | Укупно | Неожењен/Неудата | Ожењен/Удата | Удовац/Удовица | Разведен/Разведена | Непознато |
| ------ | ------ | ---------------- | ------------ | -------------- | ------------------ | --------- |
| Мушки  | 6.401  | 1.926            | 3.903        | 262            | 304                | 6         |
| Женски | 7.217  | 1.423            | 3.947        | 1.357          | 484                | 6         |
| УКУПНО | 13.618 | 3.349            | 7.850        | 1.619          | 788                | 12        |

| Пол    | Укупно                    | Пољопривреда, лов и шумарство | Рибарство                            | Вађење руде и камена | Прерађивачка индустрија       |
| ------ | ------------------------- | ----------------------------- | ------------------------------------ | -------------------- | ----------------------------- |
| Мушки  | 3.194                     | 791                           | 0                                    | 0                    | 1.034                         |
| Женски | 2.427                     | 385                           | 0                                    | 0                    | 695                           |
| Укупно | 5.621                     | 1.176                         | 0                                    | 0                    | 1.729                         |
|        |                           |                               |                                      |                      |                               |
| Пол    | Производња и снабдевање   | Грађевинарство                | Трговина                             | Хотели и ресторани   | Саобраћај, складиштење и везе |
| Мушки  | 26                        | 160                           | 346                                  | 64                   | 191                           |
| Женски | 11                        | 42                            | 380                                  | 64                   | 54                            |
| Укупно | 37                        | 202                           | 726                                  | 128                  | 245                           |
|        |                           |                               |                                      |                      |                               |
| Пол    | Финансијско посредовање   | Некретнине                    | Државна управа и одбрана             | Образовање           | Здравствени и социјални рад   |
| Мушки  | 35                        | 69                            | 210                                  | 97                   | 60                            |
| Женски | 104                       | 63                            | 121                                  | 218                  | 232                           |
| Укупно | 139                       | 132                           | 331                                  | 315                  | 292                           |
|        |                           |                               |                                      |                      |                               |
| Пол    | Остале услужне активности | Приватна домаћинства          | Екстериторијалне организације и тела | Непознато            | Непознато                     |
| Мушки  | 109                       | 2                             | 0                                    | 0                    | 0                             |
| Женски | 52                        | 6                             | 0                                    | 0                    | 0                             |
| Укупно | 161                       | 8                             | 0                                    | 0                    | 0                             |

## Спорт
У Бачкој Тополи постоји ФК ТСЦ, који је тренутно члан Супер лиге Србије. Остварили су историјски успех освајањем 4. места у првенству и пласманом у Лигу Европе. Од 2013. године, на прослави 100 година упражњавања фудбала у Бачкој Тополи, враћено је име из 1913. ТСЦ, а претходно се клуб звао ФК Бачка Топола.
Фудбалери који су играли за фудбалске екипе из Бачке Тополе су фудбалери попут Николе Жигића, Душана Тадића, Чедомира Павићевића, Видака Братића и Бранка Бошковића.

## Знаменитости
Римокатоличка црква Похођење Блажене Дјевице Марије завршена је 1906. године. Саграђена је у неоготском стилу по пројекту Ференца Рајхла и са звоником висине 72.7 метара представља највишу римокатоличку богомољу у Србији.